# Голова-гумка
«Голова-гумка» (англ. «Eraserhead»)  — перший повнометражний фільм Девіда Лінча, що вийшов у 1977 році. Завдяки сюрреалістичній образності, загальній фантастичній атмосфері та незвичному звуковому оформленню фільм став культовою класикою. Сам Лінч описував свій фільм як «сон про темні та тривожні речі» та називав його своїм «найбільш духовним фільмом». У 2004 році Бібліотекою конгресу США фільм було визнано «культурно значущим» та обрано для зберігання у Національному реєстрі фільмів.

## Сюжет
Головний герой — чоловік, на ім'я Генрі Спенсер. Він мешкає у промисловому містечку, затьмареному димом, шумом та тінями у невеликій квартирі, з вікон якої видніється цегляна стіна. Несподівано Генрі дізнається, що його дівчина Мері завагітніла від нього та народила дитину. Батьки дівчини наполягають на їхньому шлюбі. Мері переїжджає у квартиру Генрі й вони спільними зусиллями доглядають сина. Однієї ночі Мері повертається до батьків, залишаючи Генрі на самоті з новонародженою дитиною, з того моменту його і без того похмуре життя перетворюється на перебіг темних та часом огидних подій, де сон і реальність сплітаються в один довгий заворожливий та депресивний кошмар.

## У ролях
- Джек Ненс — Генрі Спенсер
- Шарлотта Стюарт — Мері Ікс
- Аллен Джозеф — Містер Ікс
- Джинн Бейтс — Місис Ікс
- Джудіт Анна Робертс — Жінка з кімнати навпроти (№ 27)
- Лорел Нір — Співачка
- Джек Фіск — Чоловік на планеті
- Джин Ленг — Бабуся

## Нагороди
- 1978 — Приз «Золота антена» Міжнародного фестивалю фантастичних фільмів в Авор'я.
- Фільм 1978 року також був номінований в категорії «кращий фільм в жанрі „фентезі“» на Міжнародному фестивалі фантастичних фільмів «Фанташпорту».